# Lalju Zotschew
Lalju Zotschew (bulgarisch Лалю Зочев; * 30. September 1940) ist ein ehemaliger bulgarischer Radrennfahrer.

## Sportliche Laufbahn
Zotschew gewann 1963 als Mitglied der bulgarischen Nationalmannschaft die Bulgarien-Rundfahrt vor Nentcho Christow.
1962 (ausgeschieden), 1963 (62. Platz), 1964 (ausgeschieden) fuhr er die Internationale Friedensfahrt.